# Парножелезистые червецы
Парножелезистые червецы (лат. Asterolecaniidae) — семейство полужесткокрылых из надсемейства червецов. В семействе около 250 видов из 23 родов.

## Описание
Червецы мелких размеров; длиной достигают 1,2 мм. Усики редуцированы до одночленикового бугорка. Ноги отсутствуют. Дыхальцевые бороздки развиты. Обычно имеются парные железы.
Самки для защиты яиц строят или непрозрачную плотную оболочку-укрытие (из белковых и восковых компонентов), или полупрозрачный домик из рогоподобного вещества.

## Экология
Представителей семейства можно встретить на деревьях. Самки живут под роговидной оболочкой зеленоватого или жёлтого цвета.

## Систематика
В составе семейства:
- Asterodiaspis Signoret, 1877
- Asterolecanium Targioni Tozzetti, 1868
- Bambusaspis Cockerell, 1902
- Planchonia Signoret, 1870
- Russellaspis Bodenheimer, 1951